# Daniel Revelez
Daniel Felipe Revelez (Rocha, 30 september 1959) is een voormalig  profvoetballer uit Uruguay. Als verdediger speelde hij clubvoetbal in Uruguay, Argentinië en Colombia. Revelez beëindigde zijn actieve carrière in 1997 bij Danubio.

## Interlandcarrière
Revelez, bijgenaamd Zorro, speelde in totaal 21 officiële interlands (één doelpunt) voor zijn vaderland Uruguay. Hij maakte zijn debuut voor de nationale ploeg op 18 juli 1980 in de vriendschappelijke thuiswedstrijd tegen Peru (0-0), net als Jorge Barrios, Sergio Santín, Daniel Martínez en doelman Fernando Álvez. Hij nam met Uruguay deel aan de strijd om de Copa América 1989 en het WK voetbal 1990 in Italië.

## Erelijst
Club Nacional
- Uruguayaans landskampioen

1992